# Tipus 99 (tanc)
El Tipus 99, també anomenat ZTZ99 o WZ123, és el tanc més modern de l'Exèrcit Popular d'Alliberament xinès des de l'any 2001, quan va entrar en servei. Aquest blindat de tercera generació va ser desenvolupat per competir amb els tancs dels exèrcits més moderns i té un elevat cost, aproximadament 2.500.000$.
Successor del Tipus 88, presenta importants millores en protecció, mobilitat i potència de foc. A causa del seu elevat preu, se n'ha limitat la producció a unes 500 unitats aproximadament; que s'estan desplegant a dues unitats blindades d'elit a prop de Beijing i a la Regió Militar de Shenyang, l'àrea nord-oriental de les set regions militars xineses.
Aquests tancs completen el nombrós cos blindat xinès que l'any 2013 comptava amb un total de 9,150 blindats.

## Desenvolupament
El Tipus 99 és el resultat de l'extens programa d'I+D de l'Exèrcit Popular d'Alliberament de la Xina. El disseny d'un tanc de tercera generació va començar l'any 1970. Posteriorment, el 1989, l'exèrcit volia construir-lo i es va posar en contacte amb l'agrupació de les indústries del nord: Norinco (China North Industries Corporation).
El primer prototip, muntat l'any 1990, es va anomenar Tipus 90 i anava equipat amb un canó de 125 mm amb autocarregador de disseny rus. Després d'un seguiment detallat de la Guerra del Golf l'exèrcit xinès es va adonar de la inferioritat dels dissenys soviètics (T-72 i T-80, en què s'inspirava el Tipus 90) respecte als tancs occidentals com l'M1 Abrams o el Challenger 1.
Després d'un seguit de millores es va arribar a un disseny revisat i modern, el Tipus 98. El Tipus 98 també va continuar millorant-se i en va sortir una variant, el Tipus 98G, que estava equipat amb un autocarregador i amb un motor més potent. D'aquest últim disseny prové el Tipus 99, que hereda gairabé tota la tecnologia i que combina amb les influències dels dissenys de tancs occidentals, aconseguint un tanc competitiu a nivell mundial. La primera vegada que es va poder veure el tanc va ser durant el Dia Nacional Xinès (1 d'octubre) de l'any 1999.

## Característiques

### Blindatge i distribució
El Tipus 99 té una barcassa i una torreta d'acer soldat, reforçat amb peces de blindatge reactiu, equivalents a 1.000 o 1.200mm de blindatge convencional, col·locades al davant del casc i envoltant el davant i costats de la torreta. El disseny modular del vehicle permet millorar o canviar fàcilment les parts malmeses. La torreta, d'influència occidental, amb forma de falca al davant, està centrada respecte als laterals i lleugerament avançada cap endavant.
El tanc està dividit en 3 compartiments. El primer, al davant de tot del tanc, és l'espai del conductor. Al mig, sota la torreta, hi ha el compartiment de combat, on hi ha l'artiller i el comandant. L'artiller és al costat esquerre del tanc i opera el canó, mentre el comandant és a la banda dreta i s'ocupa de la metralladora de 12,7 mm. Finalment, al cul del tanc hi ha el motor.
Les erugues del tanc estan compostes per sis rodes de rodament, dos corrons de retorn i dues rodes de transmissió a davant i darrere. La part superior de l'eruga està coberta per un faldó de goma lleuger.
El Tipus 99 també té un sistema de defensa NBQ (contra nuclears, biològics i químics) per filtratge d'aire i sobrepressió dins el vehicle. A més a més, disposa de contramesures làser i un grup de cinc llançagranades a cada costat de la torreta, que poden crear una cortina de fum. Addicionalment pot crear fum injectant gasoil a l'escapament del motor.

### Armament

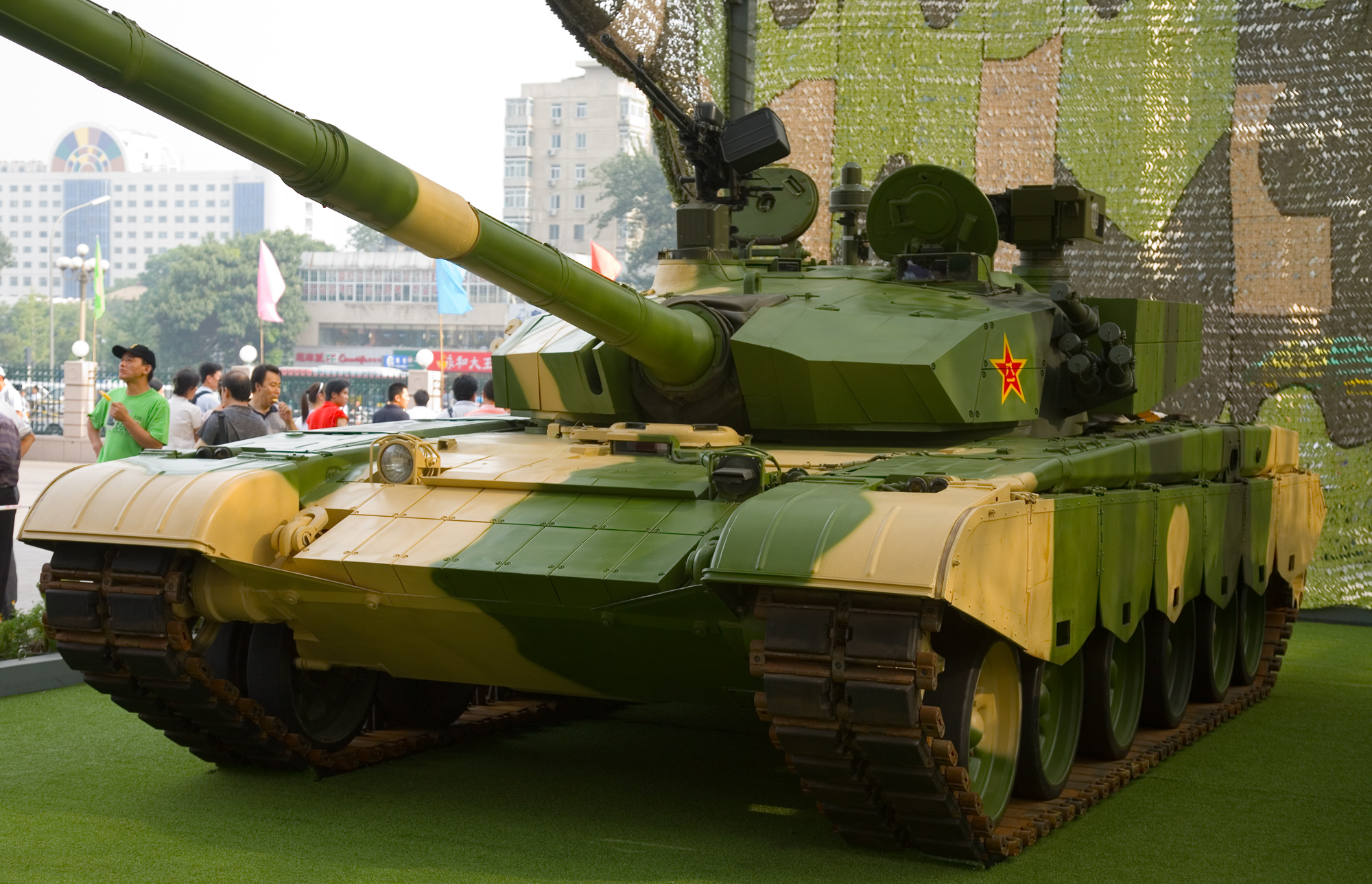
Vista des del davant d'un Tipus 99.

#### Armament principal
El Tipus 99 disposa del canó principal ZPT98, d'ànima llisa, de 125 mm i 50 calibres de longitud, superior al de la majoria de tancs occidentals, com l'M1 Abrams o el Leopard 2. El canó del Tipus 99 està equipat amb un autocarregador capaç de disparar 8 trets per minut, heretat del rus 2A46M. També es pot carregar el canó manualment, disparant amb una cadència d'1-2 trets per minut. En total transporta 63 projectils, 22 dins de l'autocarregador i els 41 restants a la torreta i casc. Encara que externament la torreta sigui molt semblant a les occidentals la distribució interior és molt semblant a la soviètica i fa el tanc altament vulnerable a incendis catastròfics un cop s'ha penetrat el blindatge, com s'ha demostrat als conflictes on han participat els tancs T-72 i T-80.
El canó, estabilitzat a dos eixos, es pot controlar electrònicament o manualment i disposa d'un extractor de fum. A més a més de projectils convencionals, el Tipus 99 pot disparar munició de fragmentació d'alta potència (HE-FRAG), munició antitancs d'alta potència (HEAT) i munició APFSDS amb urani empobrit. També s'ha de destacar que tot el canó es pot reemplaçar en una hora.
Per altra banda, el Tipus 99 també és capaç de disparar, des del canó, míssils guiats antitancs 9M119 Refleks russos (codi OTAN: AT-11 Sniper). Els AT-11 tenen un abast efectiu entre els 100 m i 4.000 m i són produïts localment a la Xina sota llicència.

#### Armament secundari
Com a armament secundari, el Tipus 99, disposa d'una metralladora coaxial de 7,62 mm a la dreta del canó, que disposa de 2000 cartutxos. També porta una altra metralladora, antiaèria i de 12.7 mm, muntada a la torreta amb una elevació des dels 4º fins als 75º operada pel comandant del tanc. Aquesta segona metralladora disposa de 300 cartutxos i té una cadència de 80-100 trets per minut, que equipada amb una mira òptica pot disparar contra objectius aeris amb un abast màxim de 1500 m.
El Tipus 99 també incorpora un sistema de defensa làser actiu (laser self-defence weapon LSDW) al sostre de la torreta. Aquest sistema és capaç d'encegar la tripulació dels blindats/helicòpters enemics concentrant el feix de llum als sistemes òptics: els periscopis, mires...

### Sistema motor

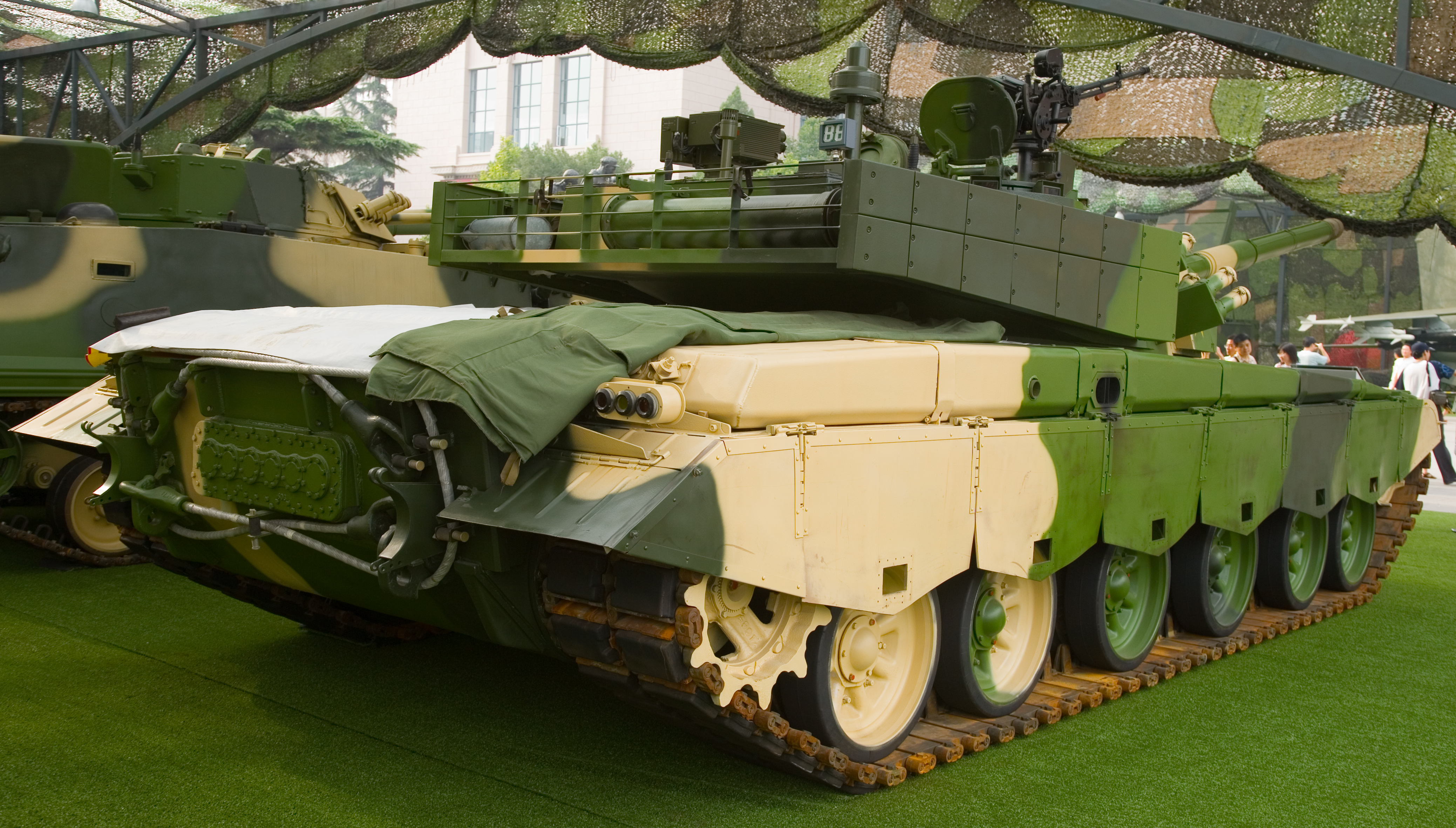
Un Tipus 99 vist des del darrere. S'hi pot apreciar el sistema de contramesures i l'equip de telecomunicacions. També s'hi veu el blindatge reactiu del lateral de la torreta.

El sistema motor del Tipus 99 és un motor dièsel de 1.500 CV (1.119 kW), derivat de la tecnologia dièsel del motor alemany MTU 871 Ka-501, i està col·locat al darrere del tanc. La ràtio de potència pes és d'aproximadament 27,78 CV/t.
Aquest motor està connectat a un sistema de transmissió, d'engranatge epicicloïdal, amb una marxa endarrere i set cap endavant. Aquest conjunt permet que el Tipus 99 vagi per carretera a una velocitat màxima de 80 km/h i camp a través a una velocitat màxima de 65 km/h, tot i que la velocitat mitjana que pot mantenir camp a través és de 40 km/h.

### Equip electrònic i òptic
El comandant del tanc disposa de 6 periscopis que ofereixen una visió de 360° i l'artiller té mires estabilitzades a la torreta, equipades amb visió tèrmica i un sistema de seguiment automàtic. El comandant té una pantalla on pot veure les imatges tèrmiques que rep l'artiller. Això ajuda al comandant a disparar el canó. A més a més d'això, el Tipus 99 també compta amb un seguit d'elements de millora de la precisió: una calculadora balística, un telèmetre làser, sensors de vent/temperatura i un sistema de detecció de velocitat al tub del canó.
A la torreta, just al costat de l'escotilla del tirador, hi ha el sistema de contramesures, compost per dos elements. El primer és l'avís d'atacs làser (laser warning receiver, LWR), que serveix per detectar projectils que es dirigeixen cap al tanc, i el segon és el sistema de defensa làser actiu (LSDW). Aquest últim element, a més a més de poder encegar l'enemic, serveix per interrompre la informació dels míssils guiats enemics fent que es desviïn de l'objectiu.
El Tipus 99 també disposa d'un complex sistema de comunicacions compost per una ràdio HF/VHF i un làser de comunicació. Aquest últim element està situat just al darrere de l'escotilla del comandant, a sobre d'un màstil. Serveix per assistir a la línia de visió (line of sight) i pot transmetre text, dades, identificadors d'amic/enemic (identification friend or foe) i veu encriptada. Aquest enginy té una elevació entre els 10º i els 45°, pot girar 360° i el seu abast efectiu és de 3.600 m.
A més a més, el Tipus 99 es pot equipar amb un sistema de posicionament global (GLONSS) que, juntament amb un sistema de visió nocturna, assisteix al conductor del tanc a la navegació i posicionament del blindat.

### Variants
Tipus 99G: versió modificada del Tipus 99, coneguda segurament com a ZTZ99G. A la foto revelada per l'agència de notícies oficial Xinhua, el febrer de 2008, es va poder veure una model amb un nou sistema d'observació i amb un sistema de protecció actiu (APS). Els visors del comandant també són lleugerament més grans, cosa que deixa intuir que és possible que s'hagi instal·lat un visor tèrmic independent pel comandant.

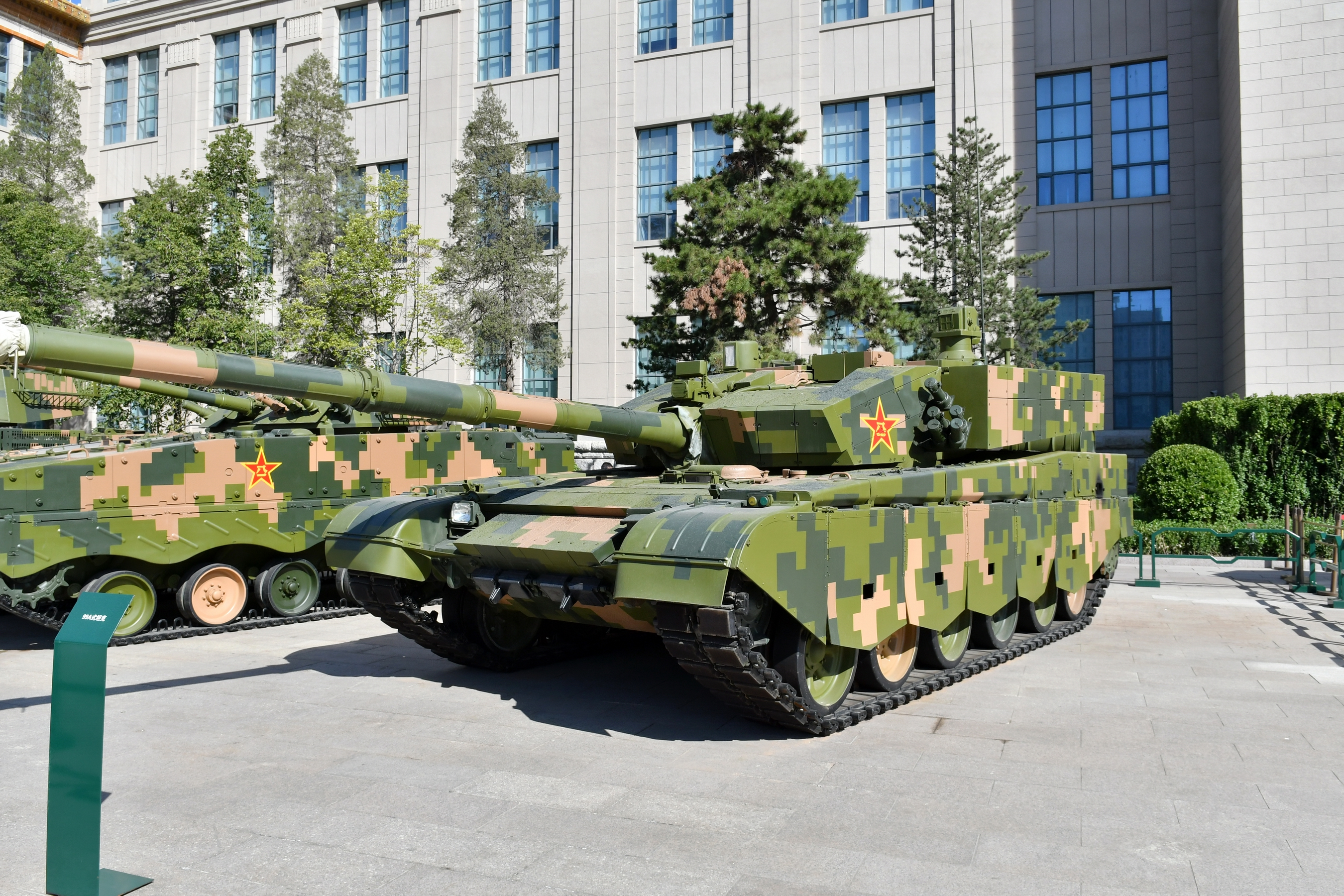
99A

Tipus 99A: Successor del Tipus 99G i predecessor del Tipus 99A1.

Tipus 99A1: El Tipus 99A1 és l'última versió en servei d'aquest tanc a l'Exèrcit Popular d'Alliberament, mentre s'està desenvolupant i provant el Tipus 99A2. En aquesta versió s'ha redissenyat la part superior de la torreta, fent-la més alta. Potser s'està buscant millorar la protecció o l'espai de l'artiller i del comandant. A més a més s'han afegit diferents plaques de blindatge reactiu al davant del tanc i se n'ha ampliat l'ús als laterals. El Tipus 99A1 també ha rebut millores a les computadores balístiques per millorar-ne la precisió.

Tipus 99A2: és la versió més moderna del Tipus 99 i es podria considerar un nou tanc, a causa de les grans millores que incorpora. Alguns dels canvis són un millor sistema d'apuntat, una estació d'informació del camp de batalla, un nou disseny en forma de falca del blindatge, una torreta més gran, un nou periscopi pel comandant...

## Tancs similars
- AMX-56 Leclerc
- C1 Ariete
- Challenger 2
- Leopard 2
- M1 Abrams
- Merkava
- T-90